# 2024 FNS歌謡祭 夏
『2024 FNS歌謡祭 夏』（2024 エフエヌエスかようさい なつ）は、フジテレビ系列で2024年7月3日 18:30 - 21:54（JST）に生放送された通算13回目の『FNS歌謡祭 夏』である。通称は『夏のFNS』または『夏の歌謡祭』。

## 概要
2024年5月29日に放送された特別番組『FNS鬼レンチャン歌謡祭』（フジテレビ）の番組終盤に発表された。総合司会は『2023 FNS歌謡祭』に引き続き、活動休止中の嵐の相葉雅紀とフジテレビアナウンサーの井上清華が務めた。
放送時間は前年に引き続き18:30開始そして、終了時間も前年に引き続き水曜22時枠ドラマ『新宿野戦病院』を放送する関係上例年同様21:54終了となった。

## 当日のステージ
今回のステージの最多出演者は、Da-iCEの大野雄大・花村想太であり、5曲に参加している。
今回は、全55曲中22曲がコラボレーション（共演）で披露された。
トップバッターは、DA PUMPが前年に引き続き2年連続で3回目の担当でJDSFブレイキン ジュニア強化選手とのコラボレーションで最新曲「Pump It Up! feat. TAKUMA THE GREAT」を披露した。
番組前半では、「平成→令和 リバイバルヒットメドレー」と題して今大人気のアーティストがTikTokで再ブレイクしている平成時代の大ヒット曲をカバーしてスペシャルメドレーで披露した。また、郷ひろみとももいろクローバーZがお互いの楽曲をマッシュアップして「最強マッシュアップGO!GO-Z!」と題したスペシャルコラボメドレーを披露した。
番組後半では、バブルガム・ブラザーズとFANTASTICS from EXILE TRIBEやDa-iCEと超特急といった異色コラボレーションが実現して大ヒット曲が披露された。
大トリは、NEWSが前年に引き続き3年連続で担当してチアリーマンズとのコラボレーションで「「生きろ」」を披露した。
STARTO ENTERTAINMENTからはNEWS、WEST.、京本大我、Snow Man、Aぇ! groupの5組が出演した。
今回はアオイヤマダ、アリス、稲葉浩志、Aぇ! group、Omoinotake、KREVA、SHOW-WA、反町隆史、Da-iCE、超ときめき♡宣伝部、超特急、Def Tech、中島健人、Number_i、バブルガム・ブラザーズ、BLUE ENCOUNT、MY FIRST STORY × HYDE、ME:Iの18組のアーティストが『FNS歌謡祭 夏』に初出演した。
ももいろクローバーZは2018年以来の7年ぶり、東方神起は2019年以来の5年ぶり、WEST.は2020年以来の4年ぶり、Snow Man]は2021年以来の3年ぶりの『FNS歌謡祭 夏』の出演となった。
King & Princeは2人体制で再始動して初の『FNS歌謡祭 夏』の出演となった。

## 出演者

### 司会
- 相葉雅紀（嵐）
- 井上清華（フジテレビアナウンサー）

### 出演アーティスト
- アイナ・ジ・エンド
- アオイヤマダ
- アリス
- 稲葉浩志
- WEST.
- Aぇ! group
- Omoinotake
- 倉木麻衣
- KREVA
- 郷ひろみ
- SHOW-WA
- SUPER BEAVER
- 菅田将暉
- Snow Man
- SEVENTEEN
- 反町隆史
- Da-iCE
- DA PUMP
- 超ときめき♡宣伝部
- 超特急
- DISH//
- Def Tech
- 東方神起
- TOMORROW X TOGETHER
- 中島健人
- Number_i
- NewJeans
- NEWS
- バブルガム・ブラザーズ
- BE:FIRST
- 日向坂46
- FANTASTICS
- BLUE ENCOUNT
- MY FIRST STORY × HYDE
- ME:I
- Mrs. GREEN APPLE
- 満島ひかり
- ミュージカル『モーツァルト!』（古川雄大×京本大我）
- ももいろクローバーZ
- ゆず
- LE SSERAFIM

## セットリスト
| 順番 | アーティスト                                     | 楽曲                                                                                             |
| ---- | ------------------------------------------------ | ------------------------------------------------------------------------------------------------ |
| 1    | DA PUMP×JDSFブレイキン ジュニア強化選手          | Pump It Up! feat. TAKUMA THE GREAT (DA PUMP)                                                     |
| 2    | ME:I                                             | Click                                                                                            |
| 3    | 日向坂46                                         | 君はハニーデュー                                                                                 |
| 4    | FANTASTICS                                       | ブレイクライン                                                                                   |
| 5    | DISH//                                           | 朝、月面も笑っている                                                                             |
| 6    | SHOW-WA                                          | 君の王子様                                                                                       |
| 7    | 日向坂46                                         | さくらんぼ (2003/大塚愛)                                                                         |
| 8    | WEST.                                            | キセキ (2008/GReeeeN)                                                                            |
| 9    | 超ときめき♡宣伝部                                | Yeah! めっちゃホリディ (2002/松浦亜弥)                                                           |
| 10   | TOMORROW X TOGETHER                              | もう恋なんてしない (槇原ドリルRemix) (1992/槇原敬之)                                             |
| 11   | ME:I                                             | Gee (2010/少女時代)                                                                              |
| 12   | 増田貴久(NEWS)×大野雄大・花村想太(Da-iCE)        | 高嶺の花子さん (2013/back number)                                                                |
| 13   | 日向坂46×超ときめき♡宣伝部                       | 気分上々↑↑ (2006/mihimaru GT)                                                                    |
| 14   | 増田貴久(NEWS)×WEST.×大野雄大・花村想太(Da-iCE)  | ロコローション (2004/ORANGE RANGE)                                                               |
| 15   | ミュージカル「モーツァルト!」(古川雄大×京本大我) | 僕こそ音楽                                                                                       |
| 16   | WEST.×柳沢亮太(SUPER BEAVER)                     | ハート (WEST.)                                                                                   |
| 17   | Aぇ! group                                       | 《A》BEGINNING                                                                                   |
| 18   | Omoinotake                                       | 幾億光年                                                                                         |
| 19   | 超ときめき♡宣伝部                                | 最上級にかわいいの!                                                                              |
| 20   | 郷ひろみ×ももいろクローバーZ                     | GOLDFINGER'99×行くぜっ!怪盗少女 Mashup (1999/郷ひろみ)・(2010/ももいろクローバー)                |
| 21   | 郷ひろみ×ももいろクローバーZ                     | GOLDFINGER'99×ココ☆ナツ Mashup (1999/郷ひろみ)・(2010/ももいろクローバー)                        |
| 22   | 郷ひろみ×ももいろクローバーZ                     | お嫁サンバ×ワニとシャンプー Mashup (1981/郷ひろみ)・(2011/ももいろクローバー)                    |
| 23   | 郷ひろみ×ももいろクローバーZ                     | 2億4千万の瞳-エキゾチック・ジャパン-×ココ☆ナツ Mashup (1984/郷ひろみ)・(2010/ももいろクローバー) |
| 24   | 満島ひかり×渋谷龍太(SUPER BEAVER)                | 遥か (2001/スピッツ)                                                                             |
| 25   | アリス                                           | 今はもうだれも (1975)                                                                            |
| 26   | KIM CHAEWON(LE SSERAFIM)×アイナ・ジ・エンド      | First Love (1999/宇多田ヒカル)                                                                   |
| 27   | バブルガム・ブラザーズ×FANTASTICS                | WON'T BE LONG (1990/バブルガム・ブラザーズ)                                                      |
| 28   | KREVA                                            | Expert                                                                                           |
| 29   | KREVA×Number_i                                   | イッサイガッサイ (2005/KREVA)                                                                    |
| 30   | 東方神起×中島健人                                | Stand by U (2009/東方神起)                                                                       |
| 31   | 東方神起×中島健人                                | 呪文-MIROTIC- (2008/東方神起)                                                                    |
| 32   | SEVENTEEN                                        | MAESTRO                                                                                          |
| 33   | Mrs. GREEN APPLE                                 | Dear                                                                                             |
| 34   | Da-iCE×超特急                                    | CITRUS (2020/Da-iCE)                                                                             |
| 35   | Da-iCE×超特急                                    | I wonder (Da-iCE)                                                                                |
| 36   | Da-iCE×超特急                                    | Steal a Kiss (超特急)                                                                            |
| 37   | LE SSERAFIM                                      | EASY                                                                                             |
| 38   | DISH//                                           | 笑えれば (2002/ウルフルズ)                                                                       |
| 39   | Def Tech×BE:FIRST                                | My Way (2005/Def Tech)                                                                           |
| 40   | アイナ・ジ・エンド×アオイヤマダ                  | Frail (アイナ・ジ・エンド)                                                                       |
| 41   | 倉木麻衣                                         | Stay by my side (2000)                                                                           |
| 42   | 倉木麻衣                                         | Secret of my heart (2000)                                                                        |
| 43   | SUPER BEAVER                                     | 切望                                                                                             |
| 44   | MY FIRST STORY×HYDE                              | 夢幻                                                                                             |
| 45   | 菅田将暉                                         | くじら                                                                                           |
| 46   | 反町隆史×BLUE ENCOUNT                            | POISON (1998/反町隆史)                                                                           |
| 47   | NewJeans                                         | ETA (2023)                                                                                       |
| 48   | NewJeans                                         | OMG (2023)                                                                                       |
| 49   | NewJeans                                         | Supernatural                                                                                     |
| 50   | Number_i                                         | BON                                                                                              |
| 51   | TOMORROW X TOGETHER                              | ひとつの誓い（We'll Never Change）                                                               |
| 52   | Snow Man                                         | BREAKOUT                                                                                         |
| 53   | ゆず                                             | Chururi                                                                                          |
| 54   | 稲葉浩志                                         | Stray Hearts (2023)                                                                              |
| 55   | NEWS×チアリーマンズ                              | 「生きろ」 (2018/NEWS)                                                                           |

## 関連番組
- 相葉◎×部

当番組の司会を務める相葉雅紀がレギュラー出演しているバラエティ番組。
- 週刊ナイナイミュージック

当番組が放送された後（同日23:15 - 23:55）に番組初の生放送が実施されて、当番組のスタジオセットがそのまま流用された。
また、当番組から引き続き、超特急、東方神起、NEWSが出演した。

## スタッフ
- セットデザイン：鈴木賢太（フジテレビ／フジアール）
- 美術プロデューサー：三竹寛典（フジテレビ／フジアール）
- アートコーディネーター：西嶋友里、鈴木真吾、高木翔瑛
- 大道具：浅見大、渡辺桃加、山寺宏幸
- アクリル装飾：伊藤幸枝、杉本朱里
- アートフレーム：石井智之、井滝健治
- 電飾：浅野辰也、川西紘平
- 植木装飾：後藤健
- 生花装飾：荒川直史
- 視覚効果：倉谷美奈絵
- 幕装飾：西村怜子
- 楽器：島津哲也、齋藤隆之介
- LED：齊藤淳之介、河本祥太
- スタジオCG：笹生宗慶
- TD：勝村信之（フジテレビ）
- SW：米山和孝（フジテレビ）、長尾康平、馬塲義土（フジテレビ）
- カメラ：中野誠也、大井允人、中島佑馬
- 音声：吉永哲也、太田宗孝、伊藤裕二、鹿又健一
- VE：白波考大、渋谷岳彦
- 照明デザイン：紙透貴仁、西野大介、三觜繁、堀江泰輔、小熊豊、大野遥平
- 照明営業：佐藤博樹
- PA：須藤傑、中野忠義
- LSM：中山隆、平岩佐織
- 音楽コーディネート：大滝拓見、坂本真里奈、浦井優光
- 編成：長嶋大介・水戸祐介（共にフジテレビ）
- 広報：竹田恵理子（フジテレビ）
- ホームページ担当：城増美、渋沢恵
- テロップ送出：草崎祐一郎
- 音響効果：中田圭三、髙橋玲南、温水義成
- 編集：小島嘉隆、永井慎二、坂本貴志（共同エディット）
- MA：藤井啓介
- タイトルCG：古畑資展
- 編集CG：渡辺之雄
- 場内整理：坂井伸治
- TK：平野美紀子、髙木美紀、海老澤簾子
- 協力：ハーフトーンミュージック
- 美術協力：フジアール、チトセアート、ナカムラ綜美、エスケイシステム、テルミック、野沢園、京花園、東京特殊効果、nu-nu-nu、山田かつら、東京TUBE
- 技術協力：fmt、共同テレビジョン、サンフォニックス、放映サービス、田中電設工業、共立、ニューテレス、ワンツー・ワンツー、ウエストワン、明光セレクト、SiS、レントアクト昭特、ピーシーライツ、デジデリック、MTプランニング、CODE
- 制作協力：イースト、デジタルスペック
- 衣装協力：TADASHI SHOJI
- 制作：太田一平（フジテレビ）
- エグゼクティブ・プロデューサー：石田弘（フジテレビ）
- 編集ディレクター：松本絵理、黒岩栄治（アクシーズ）、吉本裕亮
- SNS担当：浅尾和寿、高木靖也
- 送出ディレクター：川上惇（フジテレビ）
- フロアディレクター：大野悟（クリーク・アンド・リバー社）、松舘ちひろ、萩原渓太郎（フジテレビ）、望月浩平
- プロデューサー：中村峰子・太田秀司・島田和正（共にフジテレビ）、土田芳美（ビジュアルコミュニケーションズ）、宇賀神裕子（イースト）、後藤夏美、渡辺由貴、相場優衣子、加藤万貴、福井倫子（クリーク・アンド・リバー社）
- 演出：花輪研斗（イースト）
- 総合演出：松永健太郎（共テレ）
- チーフプロデューサー：浜崎綾（フジテレビ）
- 制作：フジテレビ編成総局バラエティ制作局バラエティ制作センター
- 制作著作：フジテレビ